# Hubert Ramsey
Pour les articles homonymes, voir Ramsey.
Hubert Ramsey, né le 3 octobre 1874 à Tottenham et mort le 8 février 1968 à Battle, est un joueur britannique de crosse.

## Biographie
Hubert Ramsey, joueur du Woodford Lacrosse Club, fait partie de l'équipe nationale britannique médaillée d'argent aux Jeux olympiques d'été de 1908 à Londres. Les Britanniques perdent le seul match de la compétition contre les Canadiens sur le score de 14 à 10.